# Soera De Profeten
Soera De Profeten is een soera van de Koran.
De soera is vernoemd naar de ayat (verzen) die verhalen over verschillende profeten, zoals Musa, Ibrahim, Lut, Nuh, Dawud, Suleyman, Ayub, Yunus, Zakariya en Maryam. Ook Ismail, Idris en Zulkifl worden kort genoemd.

## Bijzonderheden
Het verhaal dat Ibrahim de beelden van zijn volksgenoten kapotslaat is ook te vinden in Genesis Rabbah 38:13. Dit boek bevat een verzameling rabbijnse interpretaties van het boek Genesis.

## Inhoud
Ayat 51-75 gaan over Ibrahim. Hij vraagt aan zijn vader en zijn volk waarom zij zo toegewijd zijn aan hun beelden. Hun antwoord is dat ze hun voorouders die beelden zagen aanbidden. Ibrahim besluit de beelden kapot te slaan, behalve het grootste beeld. Als de mensen Ibrahim vragen of hij de beelden heeft verwoest zegt hij dat het grootste beeld het heeft heeft gedaan. Hij stelt voor dat ze aan de goden vragen om dit te bevestigen. De mensen geven toe dat beelden niet kunnen praten. Ibrahim vraagt waarom zo dan iets aanbidden dat niemand kan helpen of pijn kan doen. De mensen besluiten Ibrahim te straffen door hem in een vuur te gooien. Allah zorgt ervoor dat het vuur afkoelt en het Ibrahim geen pijn kan doen. Ibrahim emigreert later met Lut naar Palestina en wordt gezegend met een zoon, Ishaq en een kleinzoon, Yaqub.
Volgens ayat 96-97 zal een van de tekenen van de eindtijd zijn dat Gog en Magog breken door de muur die door Zol-Qarnain is gebouwd. In Soera De Spelonk wordt verhaald hoe Zol-Qarnain die muur bouwt.